# Callicera nitens
Callicera nitens är en tvåvingeart som beskrevs av Ernest F. Coe 1964. Callicera nitens ingår i släktet bronsblomflugor, och familjen blomflugor.
Artens utbredningsområde är Nepal. Inga underarter finns listade i Catalogue of Life.